# ATC kód D04
ATC kód D04 Antipruritika včetně antihistaminik, anestetik atd. je hlavní terapeutická skupina anatomické skupiny D. Dermatologika.

## D04A Antipruriginóza, včetně antihistaminik, anestetik, atd.

### D04AA Antihistaminika pro lokální aplikaci
D04AA13 Dimetinden
D04AA32 Difenhydramin

### D04AB Anestetika pro lokální aplikaci
D04AB01 Lidokain

## Poznámka
- Registrované léčivé přípravky na území České republiky.
- Informační zdroj: Státní ústav pro kontrolu léčiv, Všeobecná zdravotní pojišťovna.